# Młyn na Pile
Młyn na Pile – młyn wodny spiętrzający wodę na rzece Mrożyca, obecnie na terenie Głowna, przy ul. Łódzkiej. 
Nazwa młyna pochodzi od dawnej nazwy rzeki Mrożycy. Dawniej młyn należał do dóbr Bratoszewice. Od młyna wzięła się potoczna nazwa zalewu, powstałego przy młynie: Stara Piła. Inna potoczna nazwa zbiornika to Bykowiec.
Do roku 1990 był własnością Spółdzielni GS w Głownie. Po roku 1990 został sprywatyzowany. Kierownikami młyna Na Pile w latach 1970–1990 byli: mistrz młynarski Marian Sąciński, a po jego przejściu na emeryturę, syn, technik młynarski Michał Sąciński.
W 2019 r. doszło do pożaru młyna.